# Jesús Ferrero
Jesús Ferrero (Zamora, 30 dicembre 1952) è uno scrittore e giornalista spagnolo.

## Biografia
Trascorse la giovinezza tra Pamplona, Barcellona, Ginevra, Madrid e Parigi. Si laureò in storia greca antica alla École des Hautes Études en Sciences Sociales di Parigi, mantenendosi facendo il portiere di notte in un hotel. Lì scrisse il suo primo romanzo, Bélver Yin (1981), con cui vinse il Premio Ciudad de Barcelona del 1982. Il grande successo di critica e di pubblico e il taglio con la precedente tradizione letteraria spagnola, identificano il romanzo come un'opera molto importante della nuova letteratura della Spagna democratica. Il critico Rafael Conte lo definì "il romanzo più sorprendente, splendido e affascinante degli ultimi lustri della letteratura spagnola".
Nel 1986, trasferitosi a Barcellona, pubblicò il suo secondo romanzo, Opium. Nella stessa città scrisse anche Lady Pepa, Débora Blenn, Alis el Salvaje, Los reinos combatientes, El secreto de los dioses, El efecto Doppler (Premio Plaza & Janés, 1990) e il racconto Besos en tu suéter manchado de vino.
Nel 1994 si trasferì a Madrid, dove insegnò alla Escuela de Letras de Madrid per oltre dieci anni,  e dove scrisse tutte le altre opere della sua produzione letteraria, a partire dal romanzo Amador o la narración de un hombre afortunado.
Scrisse anche un romanzo a puntate apparso nel periodico madrileno El Independiente con il titolo Un amor en Berlín, e un saggio sulla cultura cinese, Pekín de la Ciudad Prohibida.
Nel numero di Revista de Occidente dedicato alla narrativa spagnola contemporanea, Ferrero pubblicò uno spezzone del suo romanzo La era de la niebla, e lo presentò così:
1. La fusión de patetismo e inteligencia ha dado a menudo obras maestras; en cambio, el patetismo a solas es la peor escuela poética.
2. Es casi seguro que sólo sobrevive lo que no es nuestro, lo que nos excede, lo que, al leerlo, nos parece ajeno.
3. Al arte no han de exigírsele ni justificaciones previas ni moralejas: aditivos imperdonables (y que, no obstante, son muy valorados por los críticos) que matan la obra, instrumentalizándola.
4. La imaginación sólo debiera servir para suplir las deficiencias de la visión.
5. El arte empieza donde comienza la paradoja, que es la ambigüedad multiplicada. Frases ambiguas lo son muchas, pero no ocurre lo mismo con las frases paradójicas. Para que la paradoja aflore es necesario que a una ambigüedad le suceda otra como respuesta, y que al cruzarse con ella genere en su cópula nuevas paradojas que se encadenen a las anteriores.
6. Si un día un autor me dijera: "Aspiro a conquistar un lenguaje escrupulosamente antiliterario, y, al mismo tiempo, profundamente estético", yo le diría: "Creo que estoy contigo, aunque no sé si te entiendo."[3]»

1. La fusione di patetismo e intelligenza a volte ha creato capolavori; invece il patetismo da solo è la peggior scuola poetica.
2. È quasi certo che sopravvive solo quello che non è nostro, quello che è di troppo, che a leggerlo ci sembra estraneo.
3. Dall'arte non si possono esigere né giustificazioni né morali: aggiunte imperdonabili (e che, ciononostante, sono molto apprezzate dai critici) che uccidono l'opera, strumentalizzandola.
4. L'immaginazione dovrebbe solo servire a supplire ai deficit della visione.
5. L'arte inizia dove inizia il paradosso, che è l'ambiguità moltiplicata. Ci sono molte frasi ambigue, ma non è così per le frasi paradossali. Perché il paradosso affiori è necessario che a un'ambiguità ne segua un'altra come risposta, e che all'incrociarsi generino nuovi paradossi che si collegano ai precedenti.
6. Se un giorno un autore mi dicesse: "Aspiro a conquistare un linguaggio scrupolosamente antiletterario e, allo stesso tempo, profondamente estetico", io gli direi: "Credo di essere d'accordo con te, anche se non so se ti capisco".»

Poco propenso alle narrazioni esaustive, solo due dei suoi romanzi superano le trecento pagine e in generale gli altri non ne hanno più di duecento.
Ferrero è un autore prolifico e si è cimentato in diversi generi: ha scritto romanzi, racconti, poesie, testi per il teatro (Las siete ciudades del Cíbola) e saggi, oltre ad aver collaborato con la televisione e il cinema. È coautore, con Pedro Almodóvar del copione di Matador, e in precedenza aveva anche partecipato alle riprese di Robin y Marion di Richard Lester. Ha anche firmato il copione letterario del Padiglione della Navigazione all'Esposizione universale di Siviglia.
Col suo saggio Las experiencias del deseo. Eros y misos (che vinse il Premio Anagrama 2009), Ferrero torna alla scrittura riflessiva che aveva abbandonato dopo gli studi universitari a Parigi quando aveva frequentato le lezioni di Nicole Loraux, Michel Foucault, Gilles Deleuze, Roland Barthes, Jacques Lacan, Pierre Vidal-Naquet e Jean Pierre Vernant.

## Premi e riconoscimenti
- Premio Ciudad de Barcelona 1982 per Bélver Yin
- Premio Internacional de Novela Plaza & Janés 1990 per El efecto Doppler
- Premio Azorín 1997 per El último banquete
- Premio Internacional Barcarola de Poesía 2003 per Las noches rojas
- Finalista del Premio Fundación José Manuel Lara 2004 con Las trece rosas
- Premio Anagrama 2009 per Las experiencias del deseo. Eros y misos
- Premio Fernando Quiñones 2011 per El hijo de Brian Jones.[6]
- Premio de Narración Breve UNED 2013 con il racconto El Paraíso[7]

## Opere

### Romanzi
- Bélver Yin (1982)
- Opium (1986)
- Lady Pepa (1988)
- Débora Blenn (1988)
- Un amor en Berlín, romanzo in stile diario pubblicato sul periodico El Independiente
- El efecto Doppler (1990)
- La era de la niebla (1990)
- Alis el Salvaje (1991)
- Los reinos combatientes (1991)
- El secreto de los dioses (1993)
- Amador o la narración de un hombre afortunado (1996)
- El último banquete (1997)
- El diablo en los ojos (1998)
- Juanelo o el hombre nuevo (2000)
- El bosque infinito (2001)
- La autopista de Shambala (romanzo in formato digitale) (2003)
- Le tredici rose (Las trece rosas) (2003) ISBN 978-88-902352-7-6
- Ángeles del abismo (2005)
- Las fuentes del Pacífico (2008)
- El beso de la sirena negra (2009) (serie detective Ágata Blanc)
- Balada de las noches bravas (2010)
- El hijo de Brian Jones (2012)
- La noche se llama Olalla (2013) (serie detective Ágata Blanc)

#### Romanzi per ragazzi
- Las veinte fugas de Básil, romanzo per ragazzi (1995)
- Ulaluna, romanzo per ragazzi (1997)
- Zirze piernas largas, romanzo per ragazzi (2002)

### Saggi
- Pekín de la Ciudad Prohibida (1991)
- Las experiencias del deseo. Eros y misos (2009)

### Poesie
- Río amarillo (1986)
- Negro sol (1987)
- Ah, mira la gente solitaria (1988)
- Las noches rojas (2003)

### Altri scritti
- Lucrecia Temple: Encuentro en Berlín (1987)
- Las siete ciudades del Cíbola, testo teatrale (1999)